# 메가케롭스
메가케롭스(Megacerops)는 선사시대 말목에 속하는 멸종된 속으로, 말의 근연인 코뿔소와 유사한 브론토테리움과의 멸종한 동물이다. 이 속은 에오세 후기의 북아메리카에 출현했으며, 약 410만 년 동안 존재했다.

## 분류학
메가케롭스는 레이디 (1870년)에 의해 명명되었다. 종은 "메가케롭스 콜로라덴시스"(M. coloradensis)이다. 이 종은 클라크와 비어바워 (1967년)에 의해 메노두스(Menodus)와 주관적으로 동의어로 지정되었다. 레이디 (1870년), 캐롤 (1988년), 마더 (1989년), 마더 (1998년)에 의해 브론토테리움과로 분류되었다.
밀바흐러와 다른 사람들의 연구에 따라, 메가케롭스에 메노두스속(Menodus), 브론토테리움속(Brontotherium), 브론톱스속(Brontops), 메놉스속(Menops), 아텔레오돈속(Ateleodon), 그리고 오레이노테리움속(Oreinotherium)의 종들을 포함시키기도 한다.

## 특징

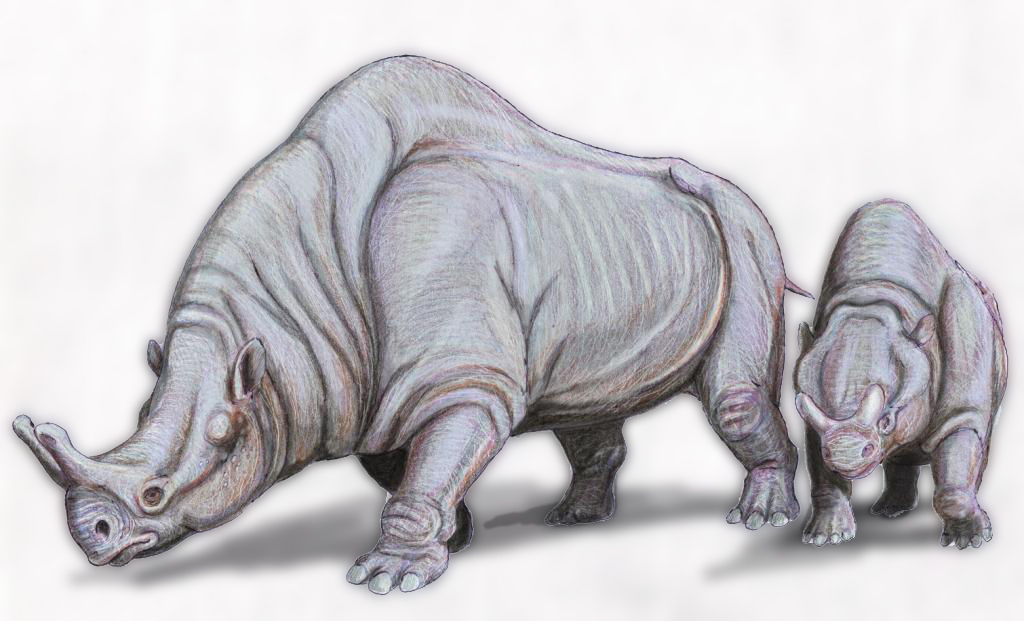
복원도

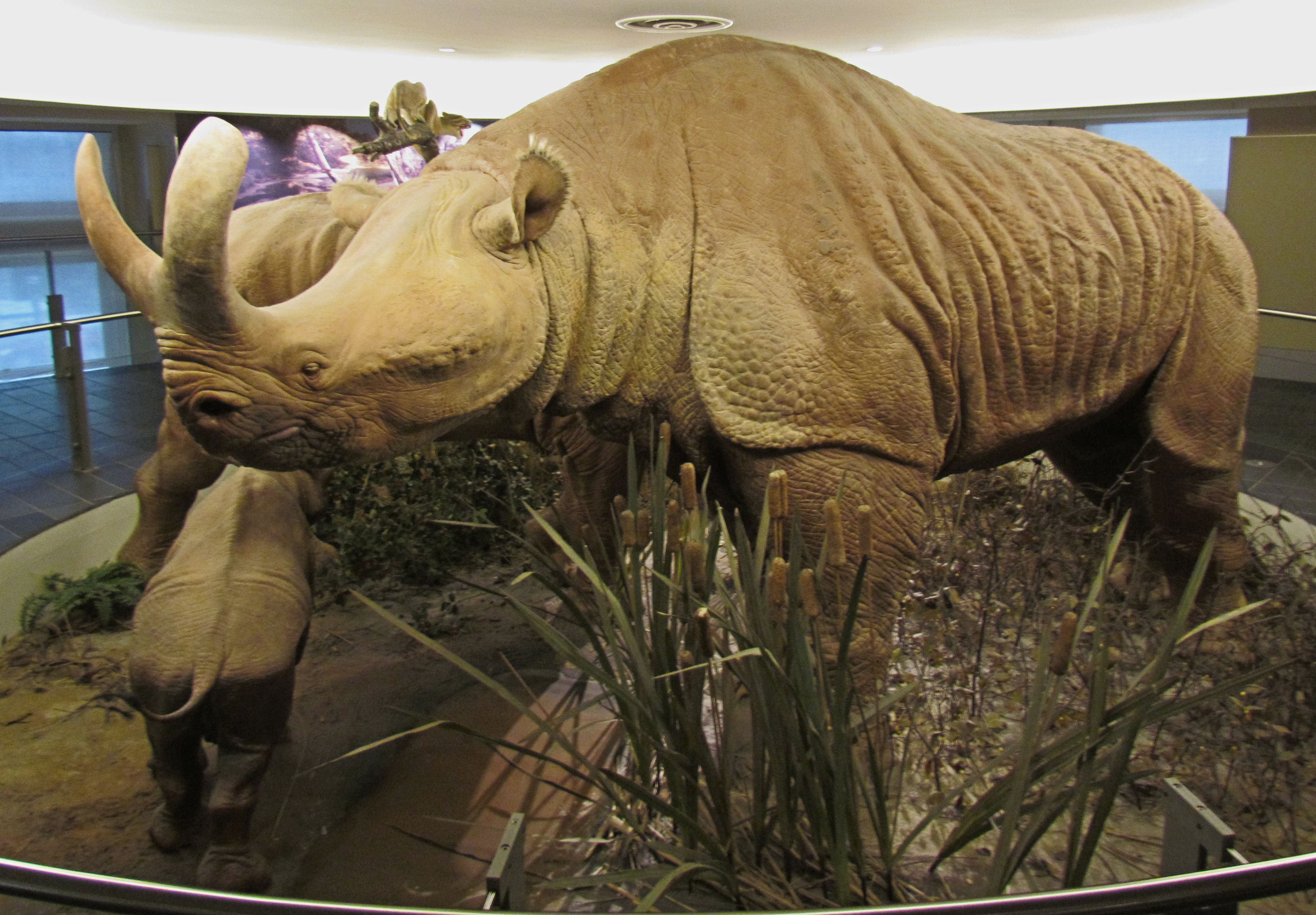
캐나다 자연사 박물관의 메가케롭스 모형

주둥이에 두터운 뿔 한 쌍을 가지고 있으며 (종마다 크기가 다르다), 수컷의 뿔은 암컷의 뿔보다 훨씬 더 길다. 이는 이들이 번식 특권을 위해 머리를 두드리는 사회적 동물이었음을 보여준다.
코뿔소와 닮은 모습이나 현존하는 어떤 코뿔소보다도 크다. 이 동물은 오늘날 세 번째로 큰 육상동물인 둥근귀코끼리와 크기가 거의 같다. 어깨 높이는 약 2.5m, 전체 길이 (꼬리 포함)는 4.63m에 달한다. 두개골의 길이는 89.5cm에 달했으며, 일부 표본은 최대 70mm에 달하는 상당한 송곳니를 가지고 있다. 메가케롭스는 코에 43cm 길이의 무딘 Y자형 뿔 모양의 돌출부를 가진 대형 코뿔소를 닮았다. 그 질량은 3.3~3.8t 범위로 추정된다.
어깨 위의 등뼈에는 무거운 두개골을 들어올리는 데 필요한 거대한 목 근육을 지탱하기 위해 추가로 긴 가시가 있다. 이빨의 모양을 보면 딱딱한 식물보다는 부드러운 줄기와 잎과 같은 먹이를 선호했을 것이다. 살이 많은 입술과 음식을 신중하게 선택하기 위한 긴 혀를 가지고 있었을 것이다.

## 고생물학

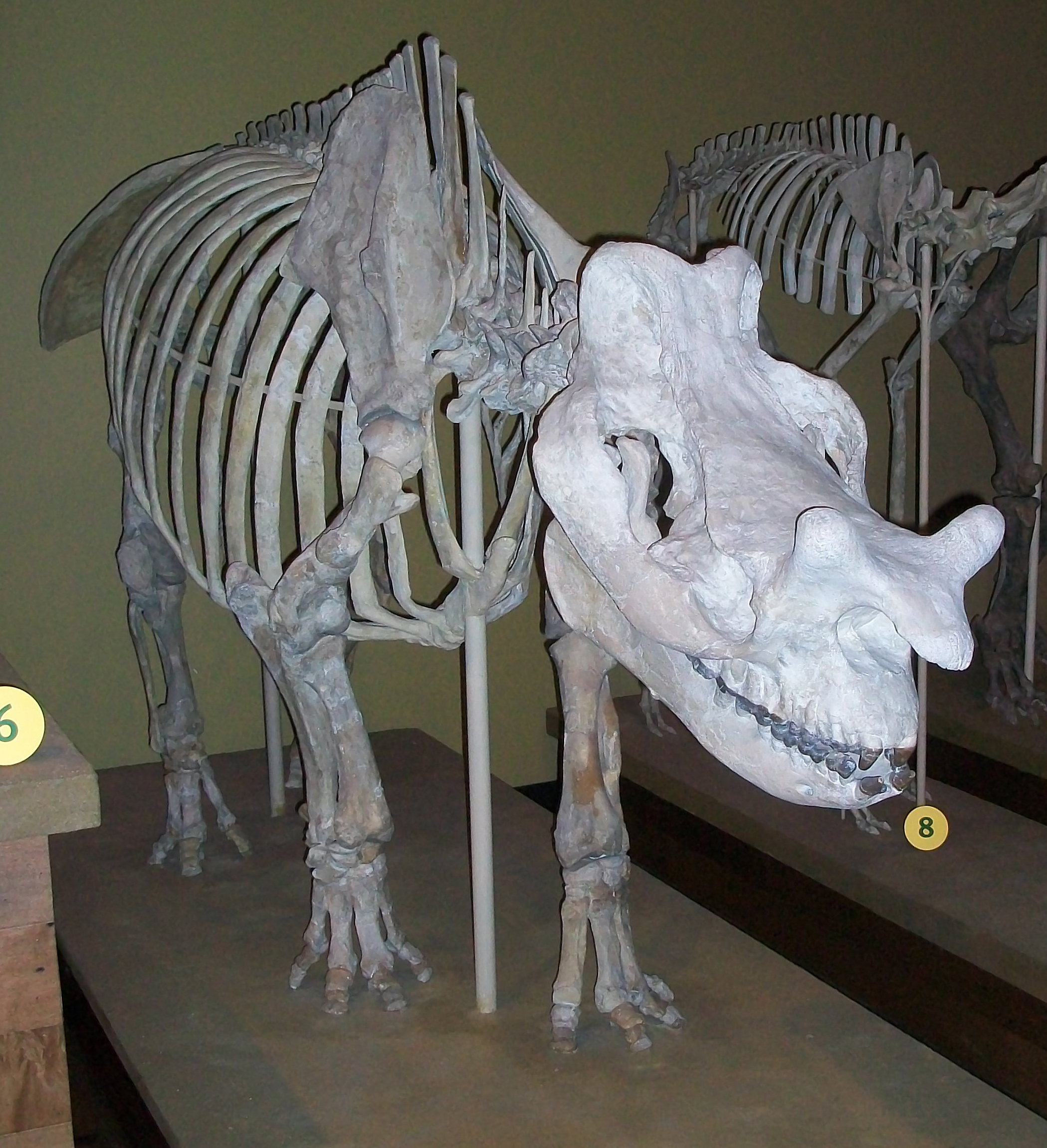
필드 자연사 박물관의 메가케롭스 골격

성체 수컷의 골격은 갈비뼈 골절이 부분적으로 치유된 상태로 발견되었는데, 이는 수컷들이 서로 싸우기 위해 '뿔'을 사용했다는 이론을 뒷받침한다. 메가케롭스의 시간과 지역에 사는 어떤 생물도 다른 메가케롭스를 제외하고는 이러한 부상을 입힐 수 없었다. 호흡 동작 덕분에 골절이 완전히 치유되는 것을 막을 수 있었다. 성체들은 또한 뿔을 사용하여 히아이노돈, 엔텔로돈, 바토르니스 또는 님라부스와 같은 포식자로부터 자신과 종아리를 방어했을 수도 있다.

## 분포
화석은 북부 평야 주에서 발견되었다. 메가케롭스 가족의 실물 크기 모형은 사우스다코타 광산기술학교의 제임스 E. 마틴 고생물학 연구소와 캐나다 자연사 박물관의 다른 세트에 전시되어 있다.
미국 사우스다코타주와 네브래스카주에서 많은 유골이 발견되었다. 과거에는 심한 폭풍우에 노출된 표본이 수 연맹의 미국 원주민들에 의해 발견되었다. 수 연맹은 이를 "천둥 짐승"이라고 불렀는데, 이 이름은 고대 그리스어 번역에 보존되어 있다. 수 연맹이 발견한 많은 골격은 당시 화산 활동이 활발했던 로키산맥의 화산 폭발로 인해 죽은 무리의 것이었다.